# ガラフェス
ガラフェスは、日本の音楽フェスティバル。キャッチコピーは「今週末はドキドキしにいこう！」で、音楽以外にもスポーツ、プロレスなど、公演内容は多岐に渡る。正式名称は「エンタメMIXライブサーカス"ガラフェス"」

## 概要
ガラフェス運営委員会により立ち上げられたイベントで、上野公園水上音楽堂にて2018年8月に第一回が行われた。以降、年に1〜2回のペースで開催されている。
2020年は新型コロナウイルスの影響により、大半のフェスが政府や自治体の自粛要請により中止に追い込まれた中で、この年開催された数少ない屋外フェスとなった。
会場である上野公園水上音楽堂（野外ステージ）は、近隣住民への配慮のため80デシベルを超えてはいけないというルールがあり、開催時には規定音量内でのパフォーマンスが行われる。メインMCはレゲエミュージシャンのCHOP STICK、サブMCをインフルエンサーの ちゃんりお。、鈴木志乃（アップアップガールズ（プロレス））が勤めている。
2022年より、アイドルWEBマガジン『ガラスガール』と合体し、アイドルを多くキャスティングする傾向にある。
2023年7月30日開催の『ガラフェス〜大本命!! トツゲキ! サマーソルトドロップ!〜』では、世界最大級のアイドルフェス、TOKYO IDOL FESTIVAL 2023とのスーパーコラボが行われた。
2023年12月17日に、過去最大規模の日比谷野外大音楽堂にて『ケンズカフェ東京 PRESENTS ガラフェス〜日比谷野音 デリシャスサンデー〜』が開催。特別協賛として日本初のガトーショコラ専門店「ケンズカフェ東京」が参加。
2024年7月27日に、再び上野公園水上音楽堂で新ブランド『ガラフェスDASH!!』が開催された。
2024年10月12日に、五反田で開催された「ガラフェス〜秋の食欲わくわくプレゼント〜」には、STU48が出演。ガラフェス初のAKB48グループからの参戦となった。また、イベント中に「2025年3月9日に過去最大規模の豊洲PITにて次回のガラフェスを開催する」と発表された。
2025年3月9日に豊洲PITにて、「ガラフェス〜かがやきJAPAN 真昼の青春セレナーデ〜」が開催。

## 歴史
| 名称                                                                       | 日時           | 会場                 |
| -------------------------------------------------------------------------- | -------------- | -------------------- |
| ガラフェス2018                                                             | 2018年8月10日  | 上野公園野外ステージ |
| ガラフェス 〜真冬のハロウィン〜                                            | 2019年1月13日  | 上野公園野外ステージ |
| ガラフェス 〜新鮮 五月革命〜                                               | 2019年5月4日   | 上野公園野外ステージ |
| ガラフェス 〜エキサイティングハロウィン〜                                  | 2020年10月18日 | 上野公園野外ステージ |
| ガラフェス 〜グリーンフェスティバル〜ライブアイドル美ボディGP              | 2021年4月25日  | 上野公園野外ステージ |
| ガラフェス 〜ハイパー五輪ピック〜                                          | 2021年7月25日  | 上野公園野外ステージ |
| ガラフェス 〜トロピカルリベンジャーズ〜                                    | 2022年7月31日  | 上野公園野外ステージ |
| 【ガラスガール1周年記念】 ガラフェス〜春のアイドルランチミーティング日和〜 | 2023年4月2日   | 五反田G6／G7         |
| ガラフェス 〜大本命!! トツゲキ! サマーソルトドロップ! 〜                   | 2023年7月30日  | 上野公園野外ステージ |
| ケンズカフェ東京 PRESENTS ガラフェス〜日比谷野音 デリシャスサンデー〜      | 2023年12月17日 | 日比谷野外大音楽堂   |
| ガラフェス〜鳴らせ！絆ファンファーレ〜                                     | 2024年5月12日  | 日比谷野外大音楽堂   |
| ガラフェスDASH!! ～灼熱納涼スプラッシュ～                                  | 2024年7月27日  | 上野公園野外ステージ |
| ガラフェス〜秋の食欲わくわくプレゼント〜                                   | 2024年10月12日 | 五反田G6／G7         |
| 【ガラスガール3周年記念】ガラフェス〜かがやきJAPAN 真昼の青春セレナーデ〜  | 2025年3月9日   | 豊洲PIT              |

## 出演アーティスト

### ガラフェス2018
- あやまんJAPAN
- 贅沢ホリデイズ
- umaneco
- ＭＣ紳士 a.k.a ジェントルメン中村
- クミッチェル from 全日本女子チア部☆
- ぼく脳
- 下町金魚
- 長井秀和
- DJ IYOchang
- DJ HELL-C (fr.味岡SQUAD)　　　　（……& more）

### ガラフェス 〜真冬のハロウィン〜
- モーリー・ロバートソン
- YOU THE ROCK★
- MC☆ニガリa.k.a 赤い稲妻
- 椎名ひかり
- 贅沢ホリデイズ
- 仮面女子候補生
- GRIMMPARADE
- 語り草 from 味岡SQUAD
- umaneco
- 彩紫歌
- 2FACE & GEMINI
- IYOchang
- パッションノットファッション
- 平成墓嵐
- おやすみセカイ
- 夏城陽詩（COSPO）
- Yue7（COSPO）
- L8-eluha-（COSPO）　　　　（……& more）

### ガラフェス 〜新鮮 五月革命〜
- Kダブシャイン
- モーリー・ロバートソン
- 贅沢ホリデイズ
- 黄猿
- Jomon Heads
- メリーメリー♡ファンファーレ
- SKOOL GIRL BYE BYE
- 仮面女子候補生
- 天使突抜ニ読ミ
- 平成墓嵐
- 味岡SQUAD
- STRAY DOGGZ
- umaneco
- 全日本女子チア部☆AJO
- Angel Eyes
- 猫恋羽ありす
- ナディア
- パッションノットファッション　　　　（……& more）

### ガラフェス 〜エキサイティングハロウィン〜
- 平川地一丁目
- モーリー・ロバートソン
- アメフラっシ
- hy4_4yh
- 仮面女子候補生
- スライムガールズ
- 贅沢ホリデイズ
- 語り草 fr.味岡SQUAD
- 平成墓嵐
- パープルマンゴスチン
- N.O.B.U
- パッションノットファッション　　　　（……& more）

### ガラフェス 〜グリーンフェスティバル〜ライブアイドル美ボディGP
- 贅沢ホリデイズ
- sherbet
- 平川地一丁目
- バナナヘッド
- パープルマンゴスチン
- パッションノットファッション
- アップアップガールズ（プロレス）
- 開歌-かいか-
- 東京女子プロレス
- アメフラっシ
- 仮面女子候補生
- スライムガールズ
- HOT DOG CAT　　　　（……& more）

### ガラフェス 〜ハイパー五輪ピック〜
- 贅沢ホリデイズ
- 語り草 from 味岡SQUAD
- パッションノットファッション
- CQ（BUDDHA BRAND/BUDDHA MAFIA）
- 匂わせアンリアル
- クマリデパート
- アップアップガールズ（2）
- READY TO KISS
- HOT DOG CAT
- タマ伸也（ポカスカジャン）
- 5％BERMUDA
- Menkoiガールズ　　　　（……& more）

### ガラフェス 〜トロピカルリベンジャーズ〜
- 仮面女子候補生
- 寺嶋由芙
- C;ON
- momograci（ex:桃色革命）
- 純情のアフィリア
- きみとバンド
- Task have Fun
- アップアップガールズ（2）
- no Filter
- 松山あおい
- エラバレシ
- 衛星とカラテア
- マジカル・パンチライン
- モーリーロバートソン
- tipToe.
- ザ・エイリアンズ
- 贅沢ホリデイズ
- 味岡SQUAD(語り草＋KUNI BANTON)
- パッションノットファッション

### 【ガラスガール1周年記念】 ガラフェス〜春のアイドルランチミーティング日和〜
- Task have Fun
- 九州女子翼
- 疾走クレヨン
- 松山あおい
- カイジューバイミー
- スパンコールグッドタイムズ
- .BPM
- 奥津マリリ（フィロソフィーのダンス）
- C;ON
- ゆるめるモ!
- lyrical school（sayo,hana,mana,minan,reina）
- Gran☆Ciel
- しろもん
- のーぷらん。
- 天空のシラバス
- AMEFURASSHI
- アンスリューム
- アップアップガールズ（仮）
- マジカル・パンチライン
- ベンジャス！
- HOT DOG CAT
- かおすとりお
- ウイバナ
- わんふぁす！
- no Filter
- NaNoMoRaL
- YUMEADO EUROPE
- CoCoLo♡RiPPLe
- Blossom Garden
- 東京女子プロレス
- モーリーロバートソン
- パッションノットファッション

### ガラフェス 〜大本命!! トツゲキ! サマーソルトドロップ!〜
- アップアップガールズ（2）
- 松山あおい
- スーパーマカロニサラダ
- fishbowl
- アップアップガールズ（プロレス）
- 東京女子プロレス
- Falench.
- C;ON
- パッションノットファッション
- スパンコールグッドタイムズ
- 可憐なアイボリー
- アイドルカレッジ
- 疾走クレヨン
- かすみ草とステラ
- 虹のコンキスタドール
- モーリー・ロバートソン
- CHOP STICK
- アップアップガールズ（仮）

### ケンズカフェ東京 PRESENTS ガラフェス 〜日比谷野音 デリシャスサンデー〜
- パッションノットファッション
- 松山あおい
- アップアップガールズ（プロレス）
- IVYJCT from Prime Stone
- iLiFE!
- Jams Collection
- 可憐なアイボリー
- BLACKNAZARENE
- ラフ×ラフ
- かすみ草とステラ
- クマリデパート
- AMEFURASSHI
- #ババババンビ
- OCHA NORMA
- 高城れに（ももいろクローバーZ）
- モーリー・ロバートソン
- 高嶺のなでしこ
- フィロソフィーのダンス
- BEYOOOOONDS
- CHOP STICK

### ガラフェス〜鳴らせ！絆ファンファーレ〜
- パッションノットファッション
- 松山あおい
- 東京女子プロレス
- かがやき from ほくりくアイドル部[5]
- fishbowl
- アップアップガールズ（2）
- ラフ×ラフ
- iLiFE!候補生
- ドラマチックレコード
- かすみ草とステラ
- MyDearDarlin'
- AsIs
- 真っ白なキャンバス
- C;ON
- ハロプロ研修生'24
- 市川美織[6]

- 鳳 恵弥[7]
- 東京女子流
- iLiFE!
- つばきファクトリー
- CHOP STICK

### ガラフェスDASH!! ～灼熱納涼スプラッシュ～
- パッションノットファッション
- PiXMiX
- IVYJCT from Prime Stone
- 疾走クレヨン
- アップアップガールズ（プロレス）
- 東京女子プロレス
- 松山あおい
- 藤城リエ
- 椎名ひかり
- きゅ～くる
- アップアップガールズ（2）
- lyrical school
- wonder channel
- YUM!-TUK!
- ROSARIO+CROSS

- CHOP STICK
- アップアップガールズ（仮）

### ガラフェス〜秋の食欲わくわくプレゼント〜
- Ma’Scar’Piece
- 天空のシラバス
- シャルロット
- himawari(船橋)
- lyrical school
- Task have Fun
- わんふぁす！
- 松山あおい
- 九州女子翼
- マジカル・パンチライン
- 岡田彩夢
- アップアップガールズ（プロレス）
- 東京女子プロレス
- AsIs
- STU48
- アップアップガールズ（２）
- ロージークロニクル
- アップアップガールズ（仮）
- ドラマチックレコード
- Piuuuu
- ガブっと！ひゃっきおとめ
- TOROi
- でか美ちゃん
- NoelliL
- wonder channel
- いちごみるく色に染まりたい。
- no Filter
- .BPM
- きゅ～くる
- イイトコドリ
- 月刊PAM
- YUM!-TUK!
- PiXMiX
- パッションノットファッション
- CHOP STICK

### ガラフェス〜かがやきJAPAN 真昼の青春セレナーデ
- PLATINUM Princess研究生
- 松山あおい
- アップアップガールズ（プロレス）
- 東京女子プロレス
- きゅ～くる
- wonder channel
- あまいものつめあわせ
- 透色ドロップ
- カイジューバイミー
- AsIs
- #Mooove!
- ドラマチックレコード
- クマリデパート
- Rain Tree
- フジコーズ
- アップアップガールズ（２）
- アップアップガールズ（仮）
- 市川美織

- 鳳 恵弥
- ほくりくアイドル部
- CiON
- 東京女子流
- 宮本佳林
- Task have Fun
- フィロソフィーのダンス
- 虹のコンキスタドール
- 柏木由紀
- OCHA NORMA
- パッションノットファッション
- CHOP STICK